# Santuario della Collina San Cristoforo
Il santuario della Collina San Cristoforo (Cerro San Cristóbal in spagnolo) è uno dei principali santuari cattolici della città di Santiago del Cile. La monumentale statua della Immacolata Concezione situata nella parte superiore, è considerata una delle icone della capitale cilena. Essa costituisce anche parte del Parco Metropolitano di Santiago.
All'interno del santuario si trova la "Via delle Sette parole", una rampa lungo la quale si trovano sette croci cemento dipinte con differenti stili di pittura da artisti cileni, che rappresentano le sette parole di Cristo in croce. La cappella, costruita in pietra e situato al largo della Piazza basca, ha diverse decorazioni disegnate dall'artista tedesco Peter Hörn. Nel 1987, papa Giovanni Paolo II ha celebrato una messa nel santuario.